# MG MGB
MG MGB är en sportbil, tillverkad av den brittiska biltillverkaren MG mellan 1962 och 1980. Den fanns som cabriolet och med 2+2-sitsig täckt kaross (GT). De sexcylindriga versioner som tillverkades 1967-69 kallades MGC.
Modellen ersatte MGA som 1962 års modell och tillverkades fram till 1980. 

## Bakgrund
Medan företrädaren MGA hade haft ett traditionellt separat chassi, stod det klart för alla på MG att den nya bilen måste ha en modern självbärande kaross. I övrigt byggde tekniken vidare på MGA. Den öppna bilen hade riktiga, vevbara sidofönster i dörrarna, men suffletten var fortfarande av enklaste sort.

## MGB
Den nya bilen presenterades på British International Motor Show i september 1962. MGB:n blev en försäljningssuccé, trots att vissa klagade på den antikverade växellådan, med osynkroniserad etta.
I oktober 1965 tillkom coupé-modellen MGB GT. Den var betydligt mer praktisk med en stor halvkombi-liknande bagagelucka och ett litet baksäte.
Produktionen uppgick till 115 898 öppna bilar och 21 835 GT.

## MGB Mk II
I oktober 1967 kom den uppdaterade Mk II-versionen med helsynkroniserad växellåda från MGC:n. Samtidigt introducerades automatlåda som extrautrustning.

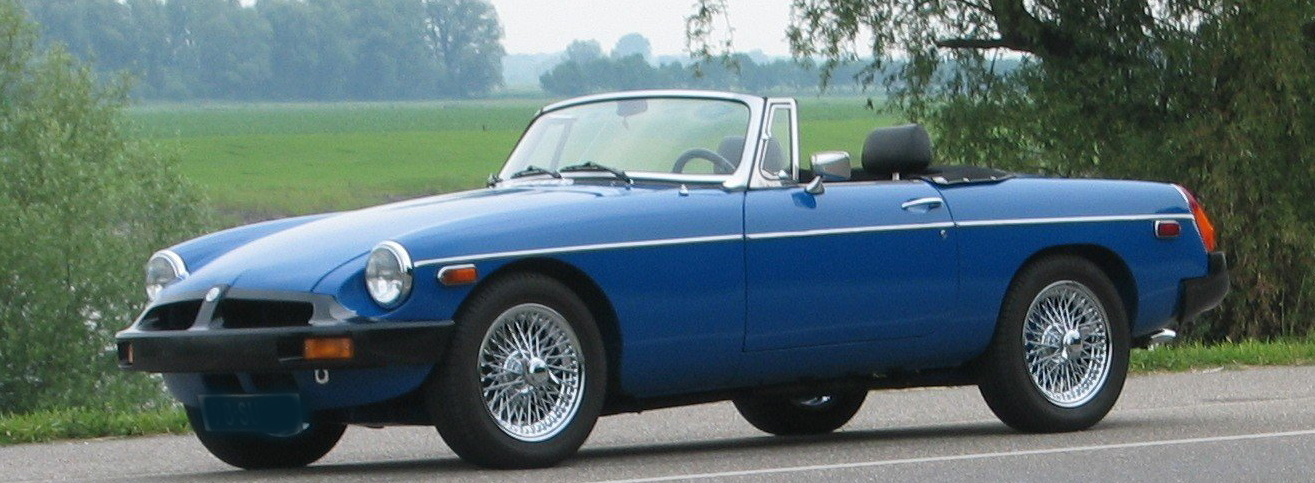
Amerikanska säkerhetsbestämmelser gjorde att senare årsmodeller försågs med gummistötfångare.

Detta blev den sista mekaniska uppdateringen av MGB:n. Den nya ägaren British Leyland valde att satsa sina krympande resurser på Triumph istället. Pengarna räckte bara till små kosmetiska modifieringar. Hösten 1974 genomfördes den sista uppdateringen för att motsvara nya amerikanska bestämmelser angående säkerhet och avgasrening, med nya, kraftiga stötfångare. Eftersom de nya reglerna i USA krävde en viss höjd på stötfångare och lyktor och det skulle krävas stora ändringar i karossen höjdes fjädringen istället med 25 mm.
Produktionen av MGB avslutades den 22 oktober 1980, efter 271 777 öppna bilar och 103 762 GT. Därefter stängdes och såldes fabriken i Abingdon.

## MGC

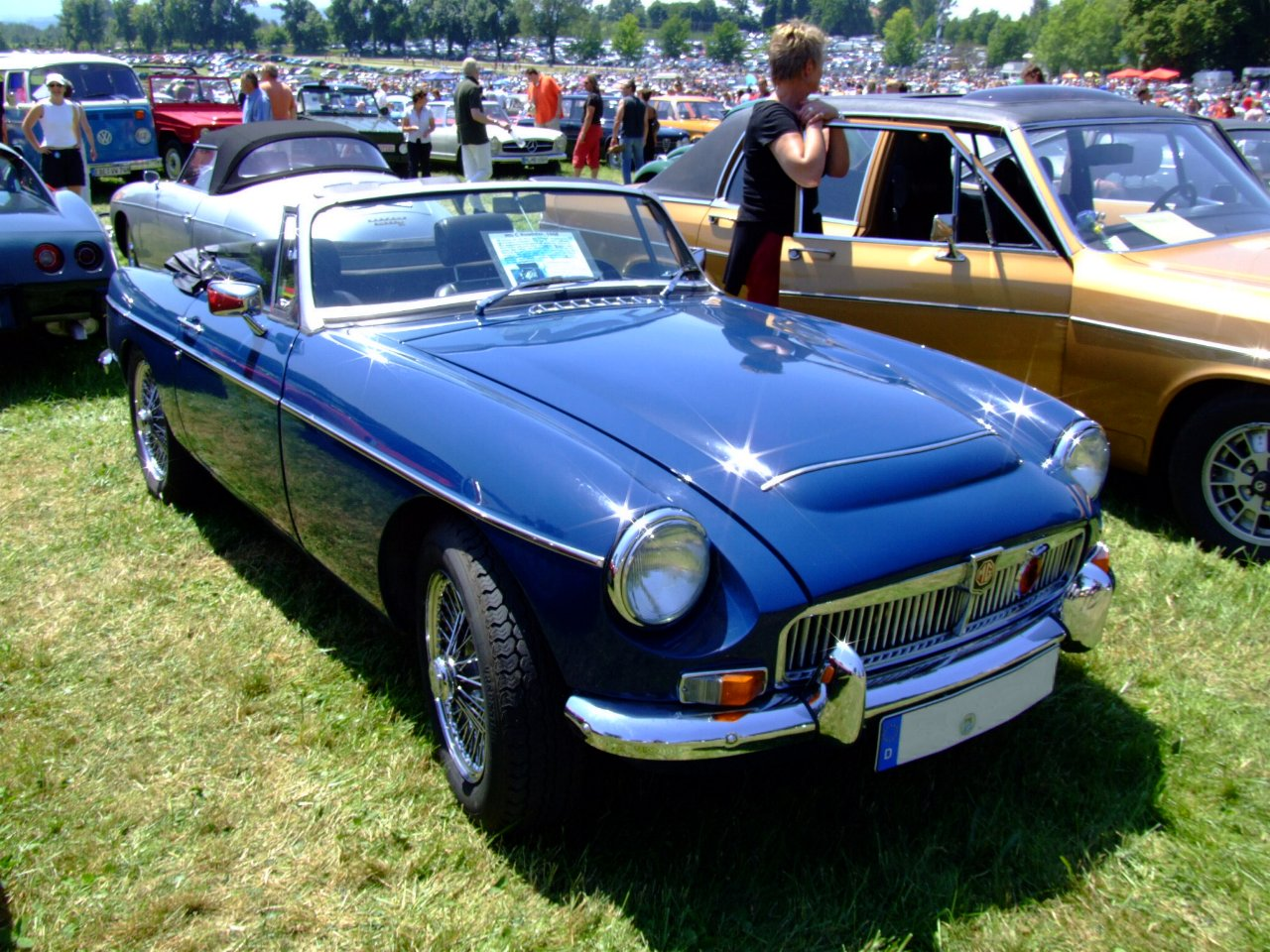
MGC

MGC introducerades hösten 1967 som ersättare till Austin-Healey 3000. Bilen delar kaross med MGB, men är i praktiken helt ny framför torpeden. För att få plats med den stora sexan, fick framvagnen byggas om, med bland annat torsionsfjädring. Bilen fick även en ny motorhuv och större fälgar.
Dessvärre sålde MGC:n dåligt och sedan British Leyland bildats försvann modellen snart. Mellan oktober 1967 och september 1969 byggdes 4 527 öppna bilar och 4 449 GT.

## MGB GT V8
Även om MGC:n snart försvunnit fanns det en efterfrågan på en snabbare MG. Vissa privatpersoner löste detta genom att montera Rovers V8-motor i MGB-karossen. British Leyland beslutade att bygga en egen sådan bil, alla med täckt kaross.
Mellan april 1973 och september 1976 byggdes 2 591 bilar. Inga exporterades och samtliga utom några få provvagnar var högerstyrda.

## MG RV8
British Motor Heritage bildades för att vårda minnet av och bevara så mycket som möjligt av den alltmer marginaliserade brittiska bilindustrin. Sedan 1988 tillverkar man även kompletta MGB-karosser, för att hålla liv i renoveringsobjekt som hunnit rosta bortom all räddning. När Rover bestämde sig för att ruska liv i MG-märket i början av nittiotalet, väckte man intresset med en återupplivad MGB med BMH-kaross.
RV8:n presenterades på London Motor Show 1992, 30 år efter originalet. Bilen hade uppdaterats med en stor Rover V8-motor och lyxig interiör. På chassifronten var dock det mesta sig likt sedan sextiotalet, vilket betydde dåliga vägegenskaper och bromsar.
Mellan 1993 och 1995 byggdes jämnt 2 000 bilar.

## Motor
MGB:n var försedd med BMC:s fyrcylindriga B-motor. Denna motor var i grunden en förstorad variant av den som hade använts i MGA. Cylindervolymen ökade från 1622 till 1798 cc. Hösten 1964 uppdaterades den med femlagrad vevaxel. Därefter kämpade den på oförändrad till slutet. Effekten var 95 hk för båda versionerna, även om andra effektuttag förekom på de bilar som exporterades till USA, p.g.a. andra avgasregler. Samtliga MGB utom V8-modellerna hade dubbla SU-förgasare. Från 1975 hade MGB i USA enkel förgasare.
MGC:n var försedd med BMC:s sexcylindriga C-motor. Den baserades på motorn från Austin-Healey 3000, men var omkonstruerad och hade få delar gemensamma med föregångaren. Bland annat var den mindre och lättare och hade sjulagrad vevaxel.
V8-motorn hämtades från Rovers lagerhyllor och använder även i Rover P6 och Range Rover.
| Modell | Motor              | Cylindervolym | Effekt | Bränslesystem       |
| ------ | ------------------ | ------------- | ------ | ------------------- |
| MGB    | 4-cyl radmotor ohv | 1798 cm³      | 95 hk  | Dubbla SU förgasare |
| MGC    | 6-cyl radmotor ohv | 2912 cm³      | 145 hk | Dubbla SU förgasare |
| MGB V8 | 8-cyl V-motor ohv  | 3528 cm³      | 137 hk | Dubbla SU förgasare |
| MG RV8 | 8-cyl V-motor ohv  | 3946 cm³      | 190 hk | Bränsleinsprutning  |

## Transmission
De första årsmodellerna hade 4-växlad manuell låda med osynkroniserad etta. Som tillval fanns en överväxel av samma modell som erbjöds i Volvo Amazon. Från 1967 användes samma växellåda som i MGC, med synkronisering på alla växlar. Överväxel fanns fortfarande som tillval, och nu även en 3-stegs automatlåda som alternativ. 

## Bilder

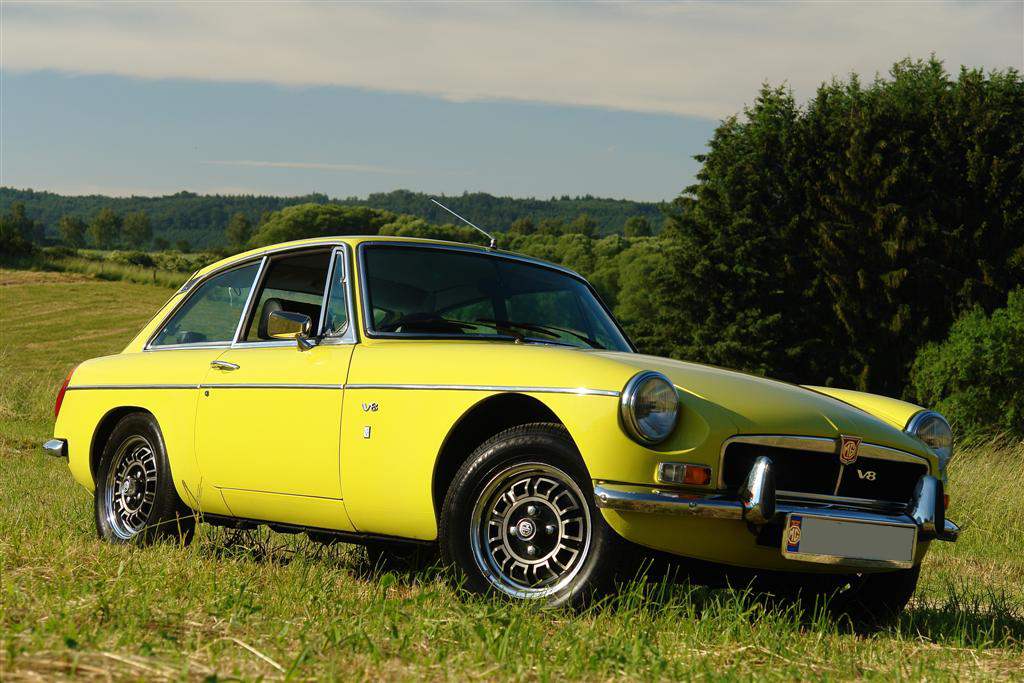
MGB GT V8
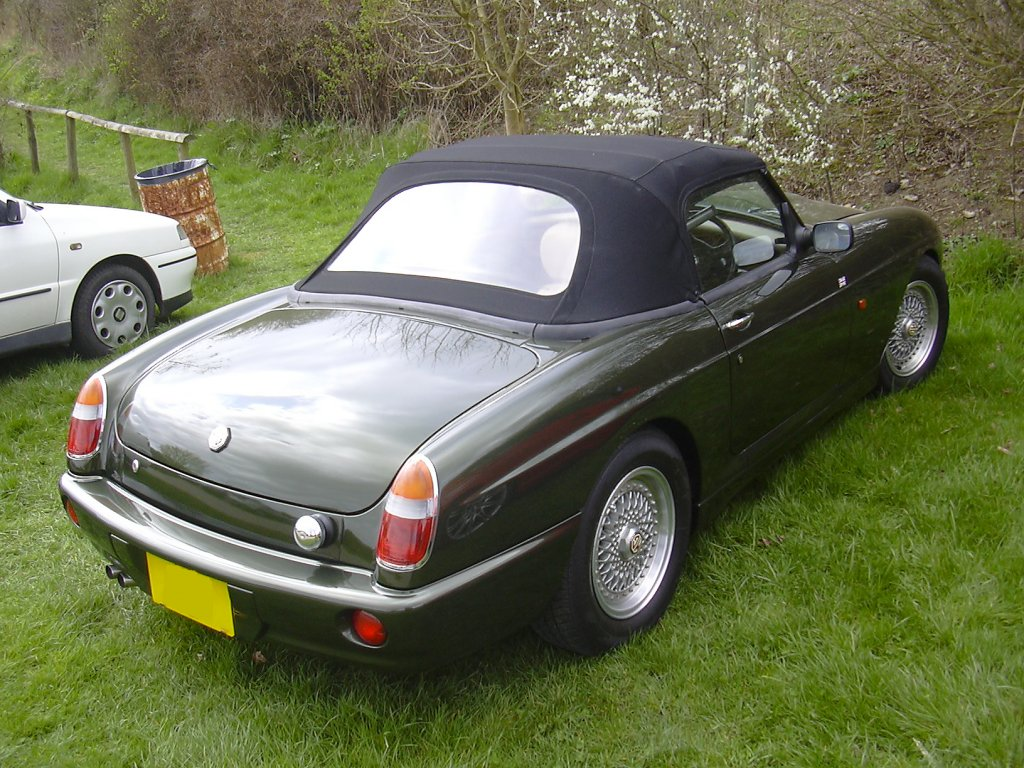
MG RV8